# Matilde Mastrangi
Matilde Raspa Mastrangi (anhörenⓘ; * 18. März 1953 in São Paulo) ist eine brasilianische Schauspielerin.

## Leben
Matilde Mastrangi begann ihre Medienkarriere ca. 1970 als Fotomodell für brasilianische Zeitschriften, von 1971 an trat sie als Tänzerin in der Fernsehshow von Silvio Santos auf. Von 1974 bis 1984 wirkte sie in zahlreichen der so genannten „Pornochanchadas“, brasilianischen Erotikkomödien, mit. Zu ihren wenigen Engagements außerhalb dieses Genres in diesem Zeitraum gehören Bacalhau (1975, eine Parodie auf den Horrorfilm Der weiße Hai) und das Erotikdrama Amor Estranho Amor von 1982. Mit dem Abebben der Pornochanchada-Welle in der zweiten Hälfte der 1980er-Jahre wandte sich Matilde Mastrangi anderen Filmgenres, vor allem dem Filmdrama, zu. Von 1983 an (Flor do Desejo) wirkte sie in allen Produktionen des Regisseurs Guilherme de Almeida Prado mit. 1984 war sie Modell in der brasilianischen Ausgabe des Playboy. Matilde Mastrangi ist seit 1990 mit dem brasilianischen Film- und Fernsehschauspieler Oscar Magrini verheiratet, mit dem sie eine Tochter hat.

## Filmografie (Auswahl)
- 1974: As Cangaceiras Eróticas
- 1975: Bacalhau
- 1977: Emanuelle Tropical
- 1980: Palácio de Vênus
- 1982: Amor Estranho Amor
- 1983: Flor do Desejo
- 1990: A Dama do Cine Shanghai (deutscher Titel Die Lady aus dem Kino Shanghai)
- 1992: Perfume de Gardênia
- 1998: A Hora Mágica
- 2008: Onde Andará Dulce Veiga?